# 2-й Крошенський провулок (Житомир)
2-й Крошенський провулок — провулок у Богунському районі міста Житомира.

## Опис
Пролягає в місцевості Сінний Ринок, в північній частині Старого міста, що відома за історичною назвою «Новоє Строєніє» («Нова Будова»). Провулок протяжністю 120 м. Бере початок з вулиці Князів Острозьких, прямує у східному напрямі та завершується кутком. Забудова — садибна житлова, 1950-х — 1960-х років.  

## Історія
Провулок та його забудова сформувалися протягом 1950-х — 1960-х років. Перша назва провулка — 1-й Крошенський проїзд. Нинішню назву провулок отримав у 1958 році. Назва провулку є похідною від старої назви вулиці, з якої він розпочинається — вулиці Крошенської (нині Князів Острозьких). 